# پارک آبشار تبریز
پارک آبشار تبریز یکی از پارک های دیدنی تبریز و استان آذربایجان شرقی است.